# La Caillère-Saint-Hilaire
La Caillère-Saint-Hilaire település Franciaországban, Vendée megyében. Lakosainak száma 1100 fő (2022. január 1.). La Caillère-Saint-Hilaire Bazoges-en-Pareds, La Jaudonnière, Saint-Laurent-de-la-Salle, Saint-Martin-Lars-en-Sainte-Hermine és Rives-du-Fougerais községekkel határos.

## Népesség
A település népességének változása:
| Lakosok száma | 1100 | 1112 | 1139 | 1111 | 1118 | 1128 | 1113 | 1106 | 1100 |
|               | 2013 | 2015 | 2016 | 2017 | 2018 | 2019 | 2020 | 2021 | 2022 |